# Regionalflughafen Pierre

i8
i11
i13
Der Pierre Regional Airport (IATA-Code: PIR, ICAO-Code: KPIR) ist ein öffentlicher Flughafen auf 532 m Seehöhe, 5 km östlich von Pierre in Hughes County, South Dakota, in den Vereinigten Staaten Die Fläche des Flughafens beträgt 742 ha und hat zwei Asphaltpisten mit 2097 m und 46 m Breite, bzw. 2103 m Länge und 30 m Breite.

## Geschichte
Der Flughafen wurde im Dezember 1937 eröffnet. Während des Zweiten Weltkriegs wurde der Flugplatz von den United States Army Air Forces als Trainingsbasis für B-17 Flying Fortress-Bomber als Hilfsflugplatz des Sioux Falls Army Air Field genutzt.
Ab den fünfziger Jahren bedienten North Central Airlines und Western Airlines Pierre mit Douglas DC-9, Boeing 737 und Convair 580 Flugzeugen. Im Jahre 1979 fusionierten North Central Airlines mit Southern Airways zu Republic Airlines, die den Service fortsetzte.
Mesaba Airlines flog mit Fairchild Metro III von 1983 an, in den neunziger Jahren Continental Express mit ATR 42 Flugzeugen und Great Lakes Airlines im Rahmen des Essential-Air-Service-Programms (EAS) von 1998 bis 2006.
Im August 2016 wurde eine neue Flugverbindung gestartet, der von Aerodynamics, Inc. (später California Pacific Airlines) per codesharing mit Great Lakes Airlines durchgeführt wurde und als Great Lakes Jet Express auftrat. Zum Einsatz kamen Flugzeuge des Typs Embraer EMB-145. Im März 2018 wurde sie wieder eingestellt, da Great Lakes Airlines ihre Flugaktivitäten beendete.
Der Flugdienst nach Pierre wurde am 3. April 2019 wieder aufgenommen, mit täglichen Flügen nach Denver und fortgesetztem Flug nach Watertown. Der Service nach Watertown wurde schließlich Ende 2019 eingestellt. Der Service wurde von SkyWest Airlines wieder bereitgestellt, die über die Marke United Express und im Auftrag von United Airlines mit einem Canadair Regional Jet 200 mit 50 Sitzplätzen operierte. Im April 2021 erhielt Denver Air Connection den EAS-Vertrag.

## Flugbetrieb
Im Jahre 2022 haben 31.960 Flugbewegungen stattgefunden, 7.500 lokale Bewegungen, 15.000 Zwischenlandungen, 7.500 Air-Taxi-Flüge, 1.460 Frachtflüge und 500 militärische Flüge. 47 einmotorige und 14 zweimotorige Turboprop-Flugzeuge, ein Jetflugzeug und ein Helikopter waren 2022 hier stationiert.